# Xã Neave, Quận Darke, Ohio
Xã Neave (tiếng Anh: Neave Township) là một xã thuộc quận Darke, tiểu bang Ohio, Hoa Kỳ. Năm 2010, dân số của xã này là 2.330 người.